# Tuzlukçu
Tuzlukçu là một huyện thuộc tỉnh Konya, Thổ Nhĩ Kỳ. Huyện có diện tích 743 km² và dân số thời điểm năm 2007 là 8167 người, mật độ 11 người/km².